# Contar hasta diez
 Contar hasta diez, coneguda també com Buen viaje, Ramón, és una pel·lícula de l'Argentina filmada en Eastmancolor dirigida per Oscar Barney Finn sobre el seu propi guió que es va estrenar el 2 de maig de 1985. Protagonitzada per Oscar Martínez, Héctor Alterio i Arturo Maly. Coprotagonitzada per Osvaldo Bonet, Arturo Bonín, María José Demare, Susana Lanteri i Elena Tasisto. També, va comptar amb les actuacions especials de China Zorrilla, Olga Zubarry, Selva Alemán, Arturo Puig, Eva Franco, Julia von Grolman i María Luisa Robledo.

## Sinopsi
Un home arriba a Buenos Aires per a buscar al seu germà desaparegut durant el govern militar.

## Repartiment
| Actor               | Personatge |
| ------------------- | ---------- |
| Oscar Martínez      |            |
| Héctor Alterio      |            |
| Arturo Maly         |            |
| María Luisa Robledo |            |
| Julia von Grolman   |            |
| Eva Franco          |            |
| Arturo Puig         |            |
| Selva Alemán        |            |
| Olga Zubarry        |            |
| China Zorrilla      |            |
| Osvaldo Bonet       |            |
| Arturo Bonín        |            |
| María José Demare   |            |
| Susana Lanteri      |            |
| Elena Tasisto       |            |
| Jorge Marrale       |            |
| Ricardo Fasán       |            |
| Lorenzo Quinteros   |            |
| Cristina Lastra     |            |
| Christian Diaz      |            |

## Premis i candidatures
El film va ser seccionat al 35è Festival Internacional de Cinema de Berlín de 1985 com a candidat a l'Ós d'Or.

## Comentaris
CDM a La Voz del Interior va escriure:
| « | «Una història que sembla haver estat escrita amb desapassionament, malgrat els crits d'alguns personatges.» | » |

Mariano Vera en La Prensa va escriure:
| « | «A partir d'un drama individual fàcilment identificable, es pot arribar a albirar la tragèdia col·lectiva de tota una col·lectivitat.» | » |

La Razón va opinar:
| « | «La melancolia del desterrament interior, indicis, en un bell film nacional… Oscar Martínez lliura calidesa al seu Ramón… és el millor film d'Oscar Barney Finn. La seva obra més personal.» | » |

Manrupe i Portela escriuen:
| « | «Un dels pocs títols sobre desapareguts que va més enllà de l'assumpte sense ser oportunista. Coincident en el seu moment amb l'exhibició de La història oficial no va tenir la mateixa repercussió.» | » |